# Ассоциация университетов по исследованию в области астрономии
Ассоциация университетов по исследованию в области астрономии (англ. Association of Universities for Research in Astronomy, AURA) — консорциум университетов США и ряда других учреждений, которые управляют астрономическими обсерваториями и телескопами. По собственному заявлению AURA считает своей миссией «способствование высочайшему качеству в астрономических исследованиях, предоставляя доступ к современному оборудованию» (англ. to promote excellence in astronomical research by providing access to state-of-the-art facilities).
AURA была основана 10 октября 1957 года при поддержке Национального научного фонда (NSF); первоначально в объединение входили семь университетов США: Калифорнии, Чикаго, Гарварда, Индианы, Мичигана, штата Огайо и штата Висконсин. Первое заседание Совета директоров состоялось в Анн-Арборе, штат Мичиган. Сегодня AURA имеет 39 учреждений-членов в Соединенных Штатах и семь международных членов-партнеров.